# Bainville-aux-Miroirs
Pour les articles homonymes, voir Bainville.
Bainville-aux-Miroirs est une commune française située dans le département de Meurthe-et-Moselle, en région Grand Est.

## Géographie
| Leménil-Mitry | Mangonville           | Virecourt  |
| Lebeuville    | Bainville-aux-Miroirs | Villacourt |
| Gripport      | Chamagne (Vosges)     |            |

### Hydrographie
La commune est dans le bassin versant du Rhin, au sein du bassin Rhin-Meuse. Elle est drainée par la Moselle, le canal de l'Est (branche Sud), le ruisseau de Bainville-Aux-Miroirs, le ruisseau de la Varroie et le ruisseau du Grand Bief,.
La Moselle, d'une longueur totale de 560 kilomètres dont 314 kilomètres en France, prend sa source dans le massif des Vosges au col de Bussang et se jette dans le Rhin à Coblence en Allemagne. 
Le canal de l'Est (branche Sud) est un canal, chenal navigable de 73 km qui relie la commune de Chaumousey à celle de Pont-Saint-Vincent où il se jette dans la Moselle. 

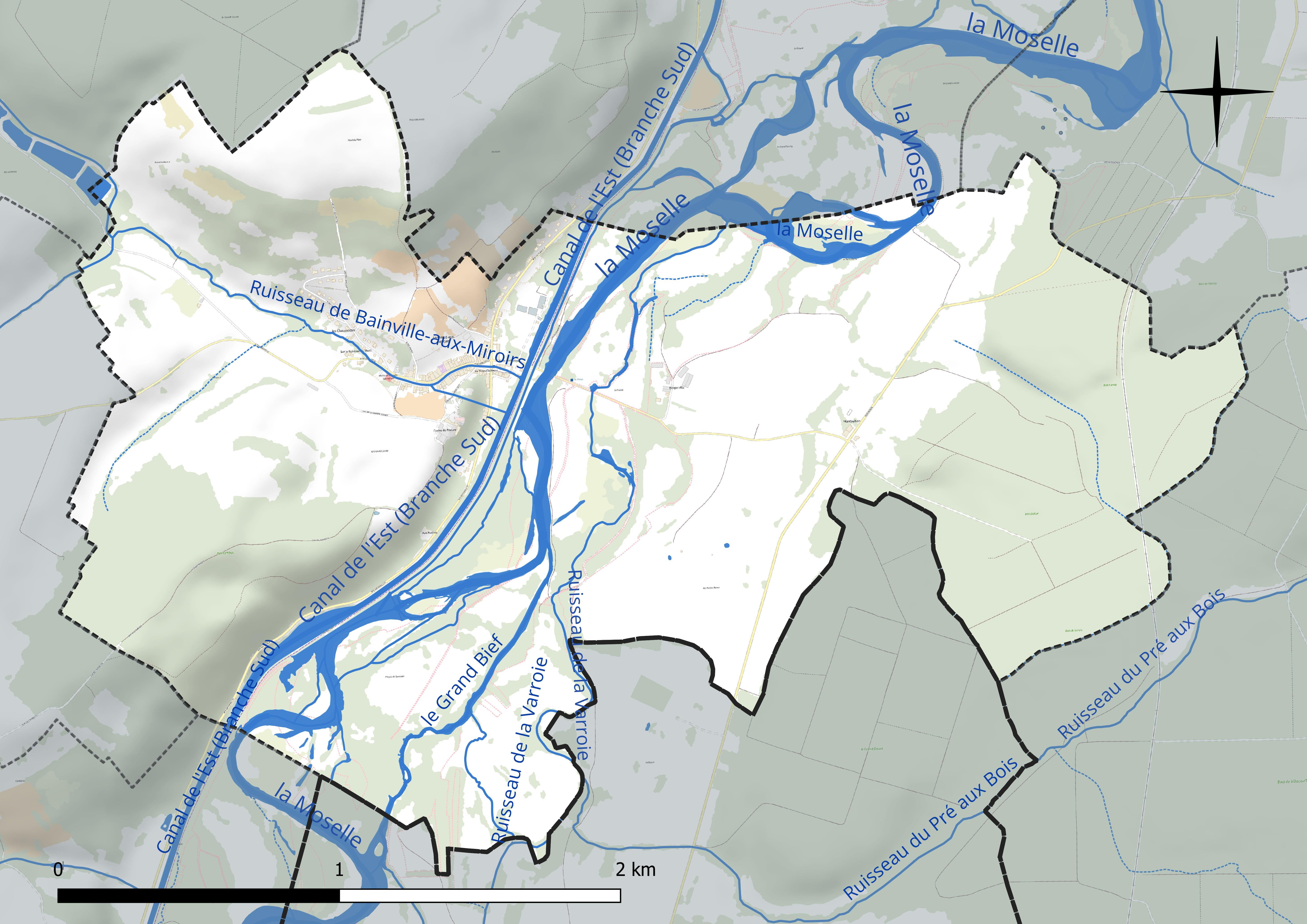
Réseau hydrographique de Bainville-aux-Miroirs.

### Climat
Pour des articles plus généraux, voir Climat du Grand Est et Climat de Meurthe-et-Moselle.
En 2010, le climat de la commune est de type climat des marges montargnardes, selon une étude du Centre national de la recherche scientifique s'appuyant sur une série de données couvrant la période 1971-2000. En 2020, Météo-France publie une typologie des climats de la France métropolitaine dans laquelle la commune est exposée à un climat semi-continental et est dans la région climatique  Lorraine, plateau de Langres, Morvan, caractérisée par un hiver rude (1,5 °C), des vents modérés et des brouillards fréquents en automne et hiver. 
Pour la période 1971-2000, la température annuelle moyenne est de 9,8 °C, avec une amplitude thermique annuelle de 17 °C. Le cumul annuel moyen de précipitations est de 922 mm, avec 12,9 jours de précipitations en janvier et 9,6 jours en juillet. Pour la période 1991-2020, la température moyenne annuelle observée sur la station météorologique de Météo-France la plus proche, « Mirecourt-inra », sur la commune de Mirecourt à 19 km à vol d'oiseau, est de 10,4 °C et le cumul annuel moyen de précipitations est de 824,3 mm. 
La température maximale relevée sur cette station est de 39,5 °C, atteinte le 25 juillet 2019 ; la température minimale est de −19,5 °C, atteinte le 20 décembre 2009,,. 
Les paramètres climatiques de la commune ont été estimés pour le milieu du siècle (2041-2070) selon différents scénarios d'émission de gaz à effet de serre à partir des nouvelles projections climatiques de référence DRIAS-2020. Ils sont consultables sur un site dédié publié par Météo-France en novembre 2022.

## Urbanisme

### Typologie
Au 1er janvier 2024, Bainville-aux-Miroirs est catégorisée commune rurale à habitat dispersé, selon la nouvelle grille communale de densité à sept niveaux définie par l'Insee en 2022.
Elle est située hors unité urbaine. Par ailleurs la commune fait partie de l'aire d'attraction de Nancy, dont elle est une commune de la couronne,. Cette aire, qui regroupe 353 communes, est catégorisée dans les aires de 200 000 à moins de 700 000 habitants,.

### Occupation des sols
L'occupation des sols de la commune, telle qu'elle ressort de la base de données européenne d’occupation biophysique des sols Corine Land Cover (CLC), est marquée par l'importance des territoires agricoles (66,4 % en 2018), une proportion identique à celle de 1990 (66,4 %). La répartition détaillée en 2018 est la suivante : prairies (57,3 %), forêts (29,3 %), terres arables (9,1 %), zones urbanisées (4 %), milieux à végétation arbustive et/ou herbacée (0,3 %). L'évolution de l’occupation des sols de la commune et de ses infrastructures peut être observée sur les différentes représentations cartographiques du territoire : la carte de Cassini (XVIIIe siècle), la carte d'état-major (1820-1866) et les cartes ou photos aériennes de l'IGN pour la période actuelle (1950 à aujourd'hui).

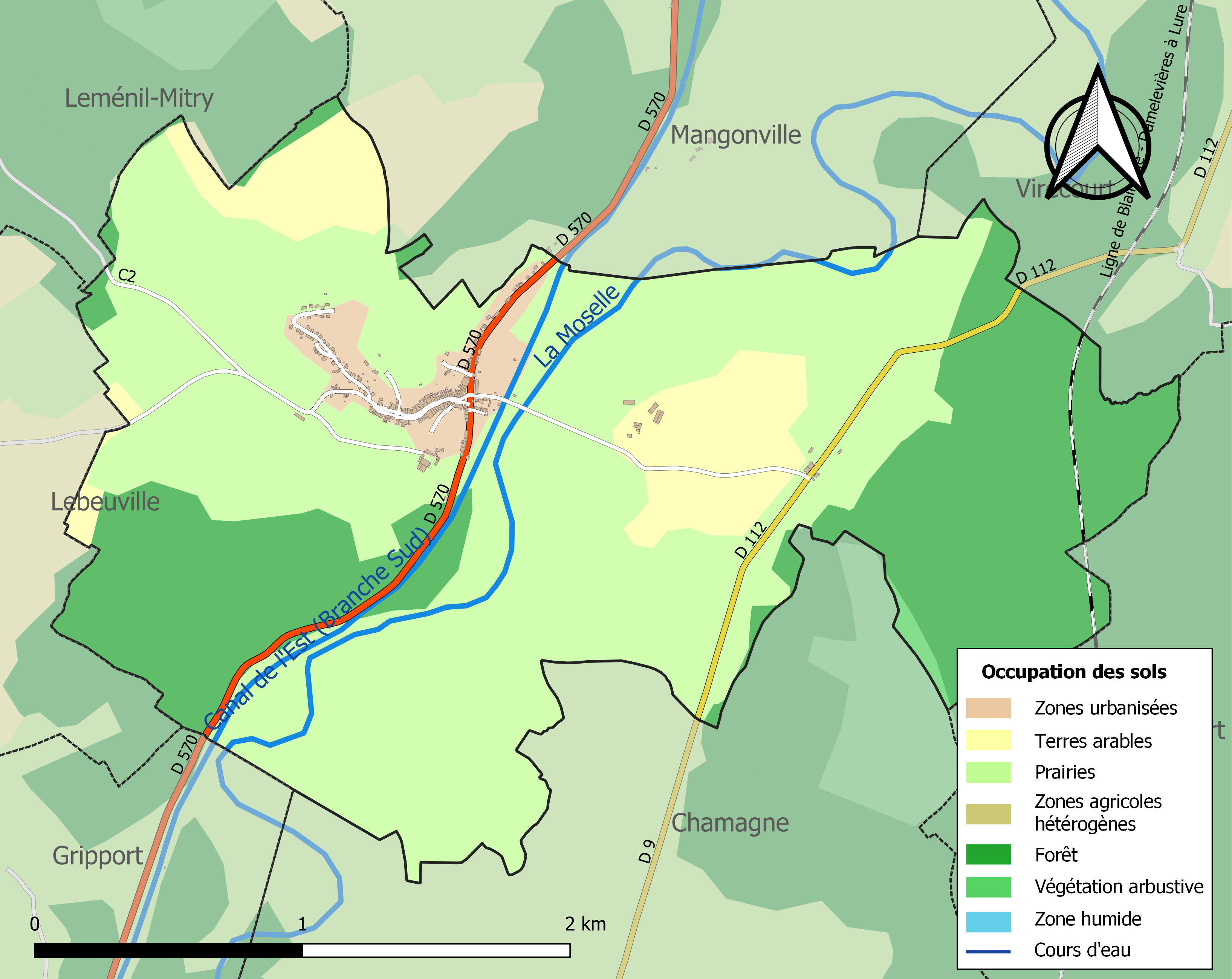
Carte des infrastructures et de l'occupation des sols de la commune en 2018 (CLC).

## Toponymie
Le nom de la localité est attesté sous les formes Babani villa (836) ; Cella Bainville (965) ; Villa de Benvilla (1230) ; Ecclesia de Bainville (1233) ; Beinvilla (1248) ; La ville de Beinville (1267) ; Castrum seu fortis domus de Bainvilla (1249) ; La fort maison de Baienville (1291) ; Benvilla (1351) ; Bainville-sur-Moselle (1414) ; Bainville-suis-Muzelle (1424) ; Bainville-aux-Mirois (1476) ; Bainville-à-Miroir (1534) ; Bainville-au-Miroix (1543) ; Bainvile-au-Miroer, au Mirroir (1554),.

Le déterminant aurait pour origine, très vraisemblablement, une usine verrière qui y a existé, soit à Bainville, soit dans ses environs, mais dont il n’est fait mention dans aucun document,

## Histoire
- Fondation en 1261 d'un château fort des comtes de Vaudémont, vassaux des ducs de Lorraine. A brièvement dépendu de la Bourgogne au XIVe siècle, ce qui entraîne sa destruction par les Lorrains en 1468.
- le 16 septembre 1944, un immense bombardier Consolidated B-24 Liberator américain s'est écrasé, six aviateurs sont tués dans l'accident. Des recherches sont toujours en cours.

## Politique et administration

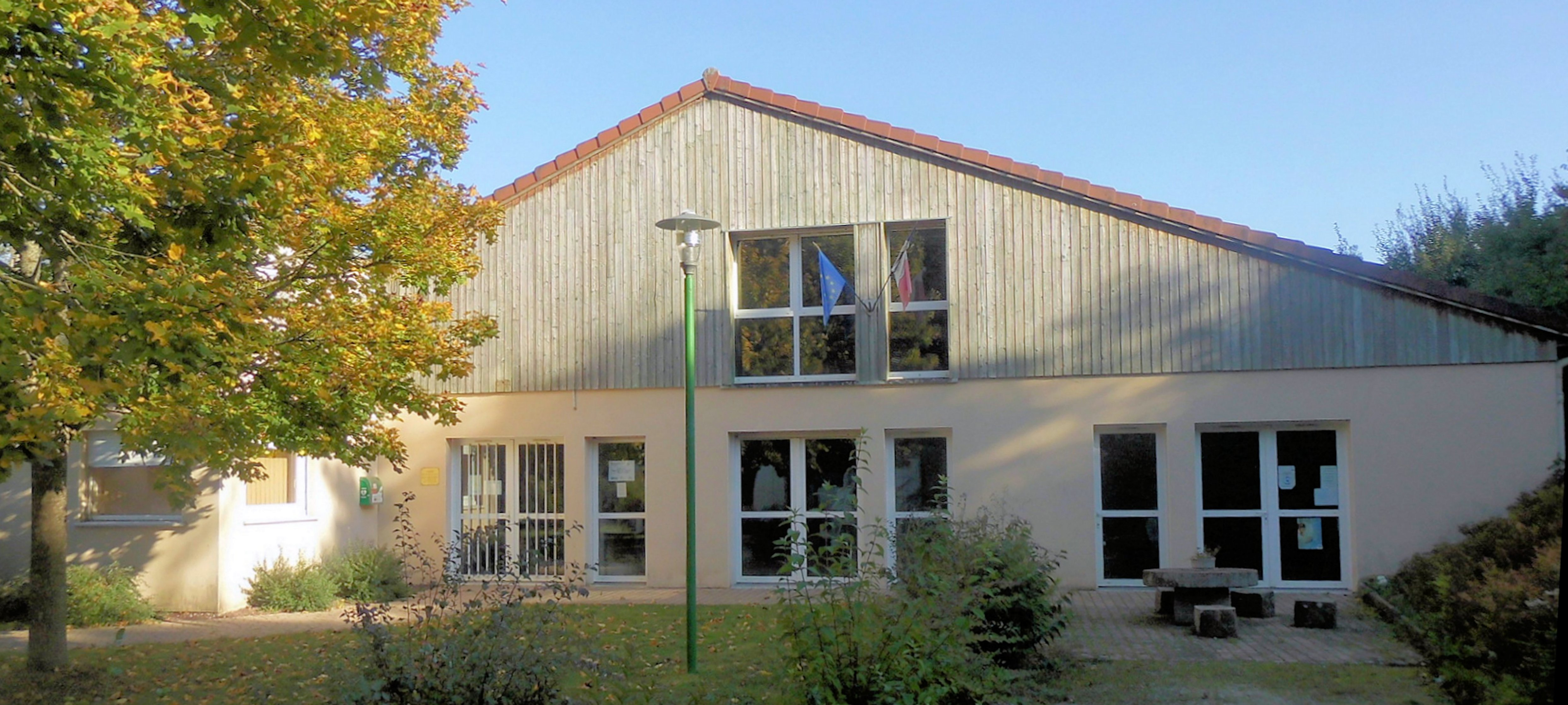
La mairie.

| Période   | Période   | Identité         | Étiquette                                                                       | Qualité                                                                       |
| --------- | --------- | ---------------- | ------------------------------------------------------------------------------- | ----------------------------------------------------------------------------- |
| 1964      | 1972      | Ginette Gérard   | Sans Étiquette                                                                  | Retraitée                                                                     |
| 1972      | 1985      | Bernard Colnot   | Sans Étiquette                                                                  | Retraité                                                                      |
| 1985      | 1993      | Gisèle Sibert    | Sans Étiquette                                                                  | Aide-soigante                                                                 |
| 1993      | mars 2001 | Claude Vuidart   | Sans Étiquette                                                                  | Surveillant de nuit                                                           |
| mars 2001 | 2014      | Jean-Yves Sibert | Sans Étiquette (2001-2008) Divers Droite (2008-2014)                            | Agriculteur, amis auprès de Gisèle Sibert, Claude Vuidart et Sylvette Fluviot |
| mars 2014 | mai 2020  | Raoul Hodot      | Union pour un mouvement populaire (2014-2015) puis Les Républicains (2015-2020) | Retraité de la fonction publique                                              |
| mai 2020  | En cours  | Brigitte Meyer,  | Les Républicains (2020-)                                                        | Commerçante                                                                   |

## Population et société

### Démographie
L'évolution du nombre d'habitants est connue à travers les recensements de la population effectués dans la commune depuis 1793. Pour les communes de moins de 10 000 habitants, une enquête de recensement portant sur toute la population est réalisée tous les cinq ans, les populations de référence des années intermédiaires étant quant à elles estimées par interpolation ou extrapolation. Pour la commune, le premier recensement exhaustif entrant dans le cadre du nouveau dispositif a été réalisé en 2008.

En 2022, la commune comptait 289 habitants, en évolution de −9,69 % par rapport à 2016 (Meurthe-et-Moselle : −0,13 %, France hors Mayotte : +2,11 %).
| 1793 | 1800 | 1806 | 1821 | 1831 | 1836 | 1841 | 1846 | 1851 |
| ---- | ---- | ---- | ---- | ---- | ---- | ---- | ---- | ---- |
| 362  | 400  | 410  | 399  | 403  | 422  | 415  | 444  | 425  |

| 1856 | 1861 | 1872 | 1876 | 1881 | 1886 | 1891 | 1896 | 1901 |
| ---- | ---- | ---- | ---- | ---- | ---- | ---- | ---- | ---- |
| 428  | 444  | 442  | 430  | 484  | 455  | 438  | 419  | 387  |

| 1906 | 1911 | 1921 | 1926 | 1931 | 1936 | 1946 | 1954 | 1962 |
| ---- | ---- | ---- | ---- | ---- | ---- | ---- | ---- | ---- |
| 380  | 359  | 304  | 304  | 268  | 257  | 256  | 279  | 291  |

| 1968 | 1975 | 1982 | 1990 | 1999 | 2006 | 2008 | 2013 | 2018 |
| ---- | ---- | ---- | ---- | ---- | ---- | ---- | ---- | ---- |
| 263  | 276  | 277  | 298  | 316  | 337  | 342  | 335  | 290  |

| 2022 | - | - | - | - | - | - | - | - |
| ---- | - | - | - | - | - | - | - | - |
| 289  | - | - | - | - | - | - | - | - |

## Culture locale et patrimoine

### Lieux et monuments

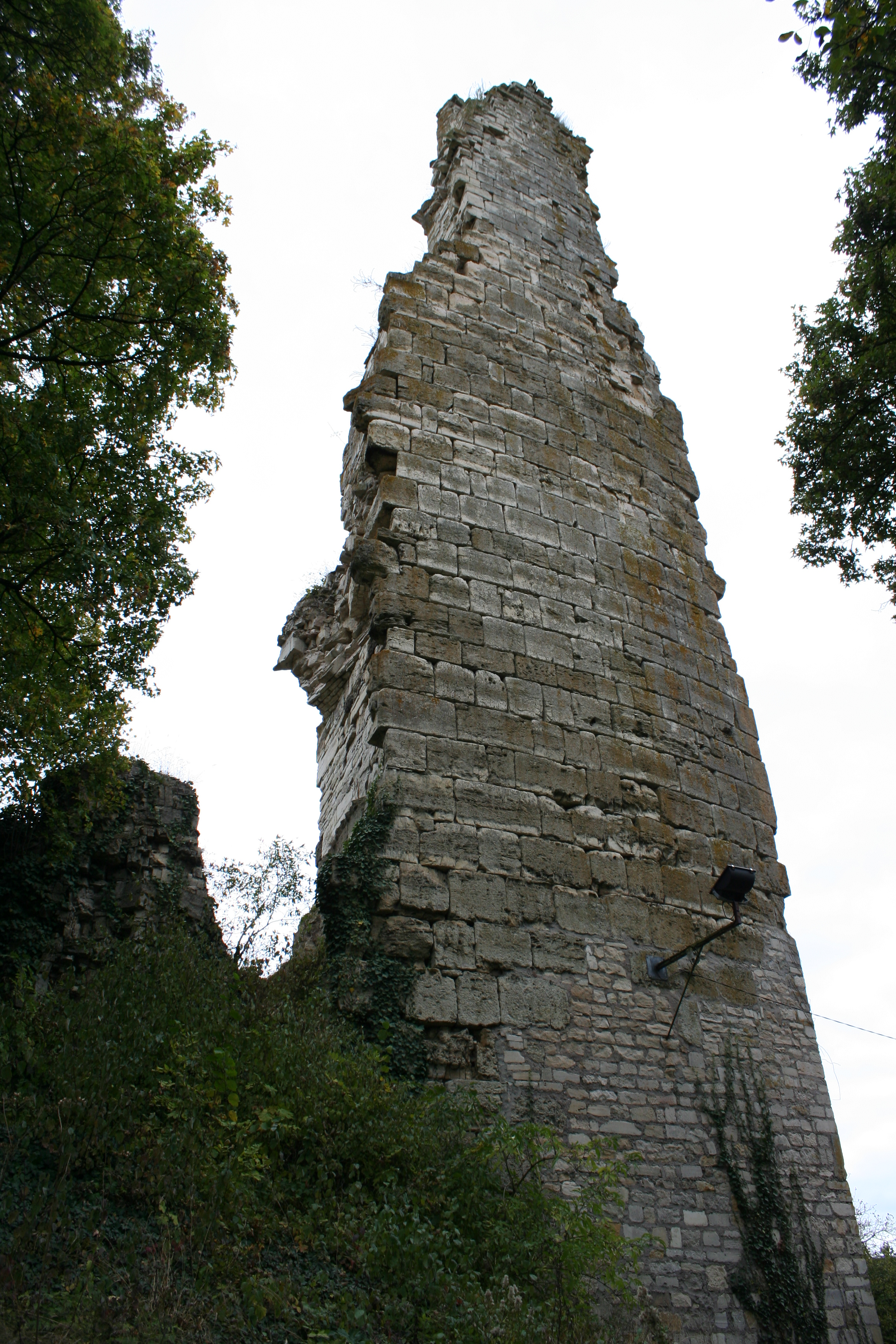
Donjon du château de Bainville-aux-Miroirs en octobre 2009.

- Château de Bainville-aux-Miroirs construit avant 1263 par le comte Henri Ier de Vaudémont. À la suite d'un acte de félonie (un mariage) des Vaudémont, qui se s'allient ainsi à la Bourgogne, les Lorrains le mettent en ruine en 1468. Restent une haute aiguille de pierre de 25 mètres du donjon (peut être délibérément pour marquer les esprits à la suite de la félonie) et quelques éléments de courtine et de logis.
- Château de Bingerville, construit en 1844 par Claude-Emile Binger, petit cousin de l'explorateur Louis-Gustave Binger.

Il réalisa la mise en pâture de 90 hectares de gravières du lit de la Moselle en y aménageant les berges et les drainages nécessaires. Ce projet fut primé lors de concours agricoles. Cette vaste pâture permit la production de fourrage pour approvisionner les régiments de cavalerie de Nancy et de Lunéville.
- Canal de l'Est : port et écluse.
- Sur le territoire de la réserve naturelle régionale de la vallée de la Moselle.
- Sentier d'interprétation de la Moselle sauvage.
- Église Saint-Maurice : tour romane ou de type roman, nef et chevet du XVIIIe siècle (à la suite des dévastations de la guerre de Trente Ans). Mitoyen au cimetière, au sud, petit prieuré bénédictin du Xe siècle rattaché peu après sa fondation à l'abbaye de Saint-Evre de Toul. Après une période d'abandon par les moines, au XVIIe siècle, le domaine est vendu par le clergé toulois et devient une exploitation agricole privée.

### Équipements culturels
- Terrains de football et handball.
- Salle polyvalente.
- Foyer rural : mercredis récréatifs, tennis de table, gymnastique, randonnées, informatique, festivités.
- Association Au clair de la lune : enseignement de la musique.
- Bibliothèque.
- Piscine Alfred-Nakache.

### Héraldique, logotype et devise
| Blason de Bainville-aux-Miroirs | Blason  | D'azur semé de croisettes pommetées au pied fiché d'or, à la croix d'argent. |
| Blason de Bainville-aux-Miroirs | Détails | Le statut officiel du blason reste à déterminer.                             |